# Drćevac
Drćevac (cyr. Дрћевац) – wieś w Serbii, w okręgu jablanickim, w mieście Leskovac. W 2011 roku liczyła 294 mieszkańców.